# Novofoudrasia
Novofoudrasia là một chi bọ cánh cứng trong họ Chrysomelidae.
Chi này được miêu tả khoa học năm 1901 bởi Jacobson.

## Các loài
Chi này gồm các loài:
- Novofoudrasia curvata (Yu in Wang & Yu, 1997)